# Bettlereiche

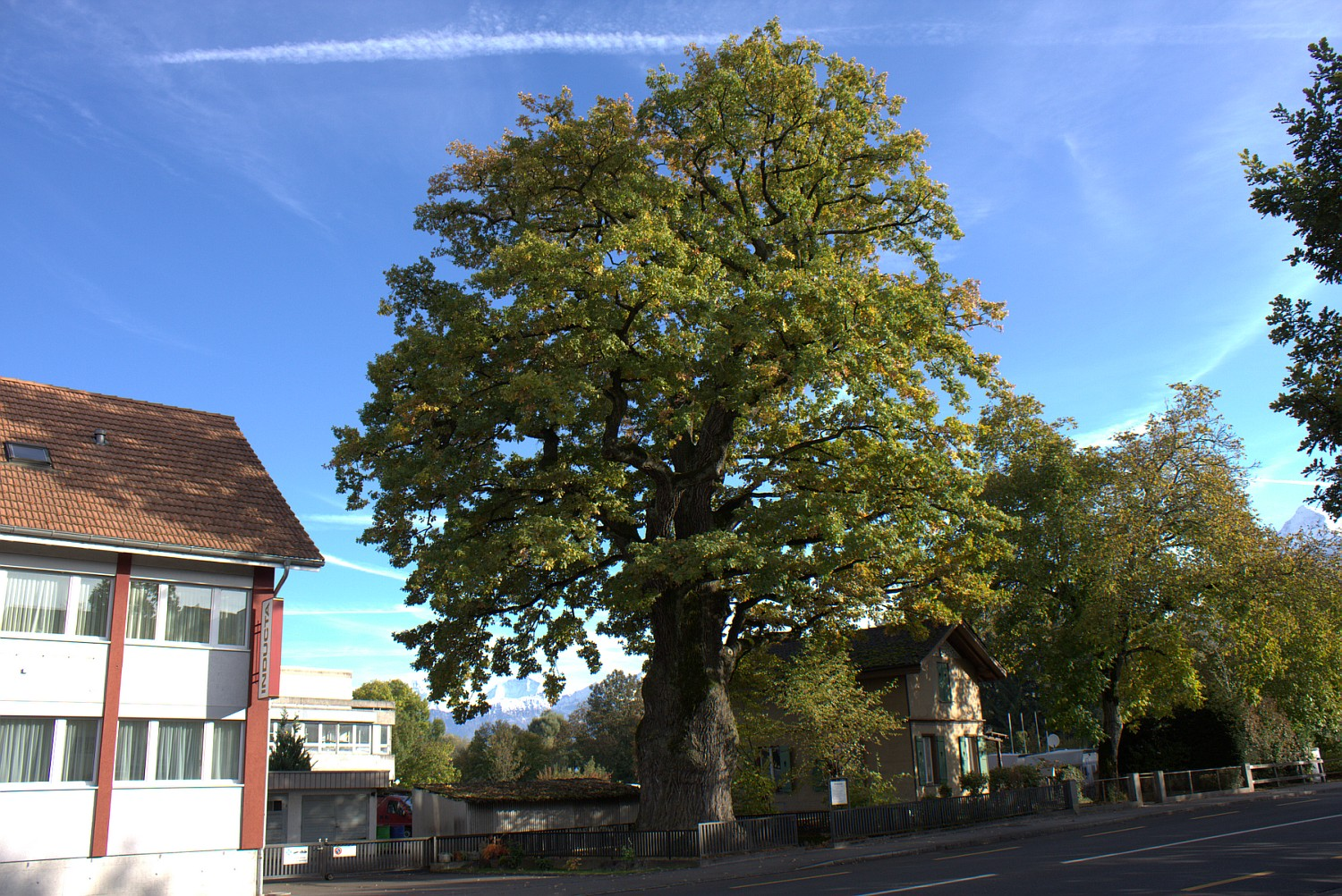
Bettlereiche in Thun

Die Bettlereiche im Gwatt (Gemeinde Thun) ist die grösste Stieleiche des Kantons Bern und die mit dem grössten Stammumfang von 8,2 Meter in der Schweiz. Sie trägt diesen Namen, da unter ihr früher Fahrende und Bettler Schutz fanden. Ihr Alter wird auf 600 bis 700 Jahre geschätzt.
Die Parzelle an der Gwattstrasse, auf der die Eiche steht, wurde 1896 an einen Privaten verkauft. Der Baum selbst blieb aber im Eigentum der Burgergemeinde Strättligen. 1902 frevelte der private Bodenbesitzer zwei Äste (2,5 m³ Inhalt). 1920 ging Strättligen in der Stadt Thun auf.
1922 wurden bei einem Hausbau weitausladende Äste entfernt, man wollte die Eiche gar wegen der Aussicht fällen. Sie wurde deshalb durch die Stadt Thun, den Kanton Bern und weitere Institutionen gekauft und am 13. Juli 1923 mit einem Dienstbarkeitsvertrag unter Schutz gestellt. Dadurch blieb die Eiche erhalten und öffentlich zugänglich. 1946 wurde sie zum kantonalen Naturdenkmal erklärt. 1986 führte man umfangreiche Pflegearbeiten aus.